# Стражец (Кырджалийская область)
Стражец (болг. Стражец) — село в Болгарии. Находится в Кырджалийской области, входит в общину Крумовград. Население составляет 3 человека.

## Политическая ситуация
Кмет (мэр) общины Крумовград — Себихан Керим Мехмед (Движение за права и свободы (ДПС)) по результатам выборов в правление общины.